# Chaetodon adiergastos
Chaetodon adiergastos, còn có tên thường gọi là cá chim nàng, là một loài cá biển thuộc chi Cá bướm (phân chi Rabdophorus) trong họ Cá bướm. Loài này được mô tả lần đầu tiên vào năm 1910.

## Từ nguyên
Tính từ định danh adiergastos trong tiếng Hy Lạp cổ đại có nghĩa là "chưa hoàn thành", không rõ hàm ý, nhưng trong bản mô tả của loài này là có nhắc đến Chaetodon flavirostris, "thiếu dải rộng, sẫm màu từ vây lưng kéo dài đến vây hậu môn đặc trưng cho loài đó [chỉ C. flavirostris]" (bản dịch), có lẽ là đề cập đến điều này.

## Phạm vi phân bố và môi trường sống
Từ quần đảo Ryukyu (Nhật Bản) và đảo Đài Loan, C. adiergastos được phân bố trải dài về phía nam, băng qua vùng biển các nước Đông Nam Á đến Tây Úc, phía đông đến Palau.
Ở Việt Nam, C. adiergastos được ghi nhận tại vịnh Hạ Long (Quảng Ninh); cù lao Chàm (Quảng Nam) và quần đảo Hoàng Sa; Phú Yên; vịnh Nha Trang (Khánh Hòa); Ninh Thuận; một số bãi ngầm ngoài khơi Bình Thuận; Côn Đảo cũng như tại quần đảo Trường Sa.
C. adiergastos sống tập trung trên các rạn viền bờ, thường thấy gần các cụm san hô mềm ở độ sâu đến ít nhất là 30 m; cá con sống đơn độc ở vùng biển nông hoặc khu vực cửa sông.

## Mô tả

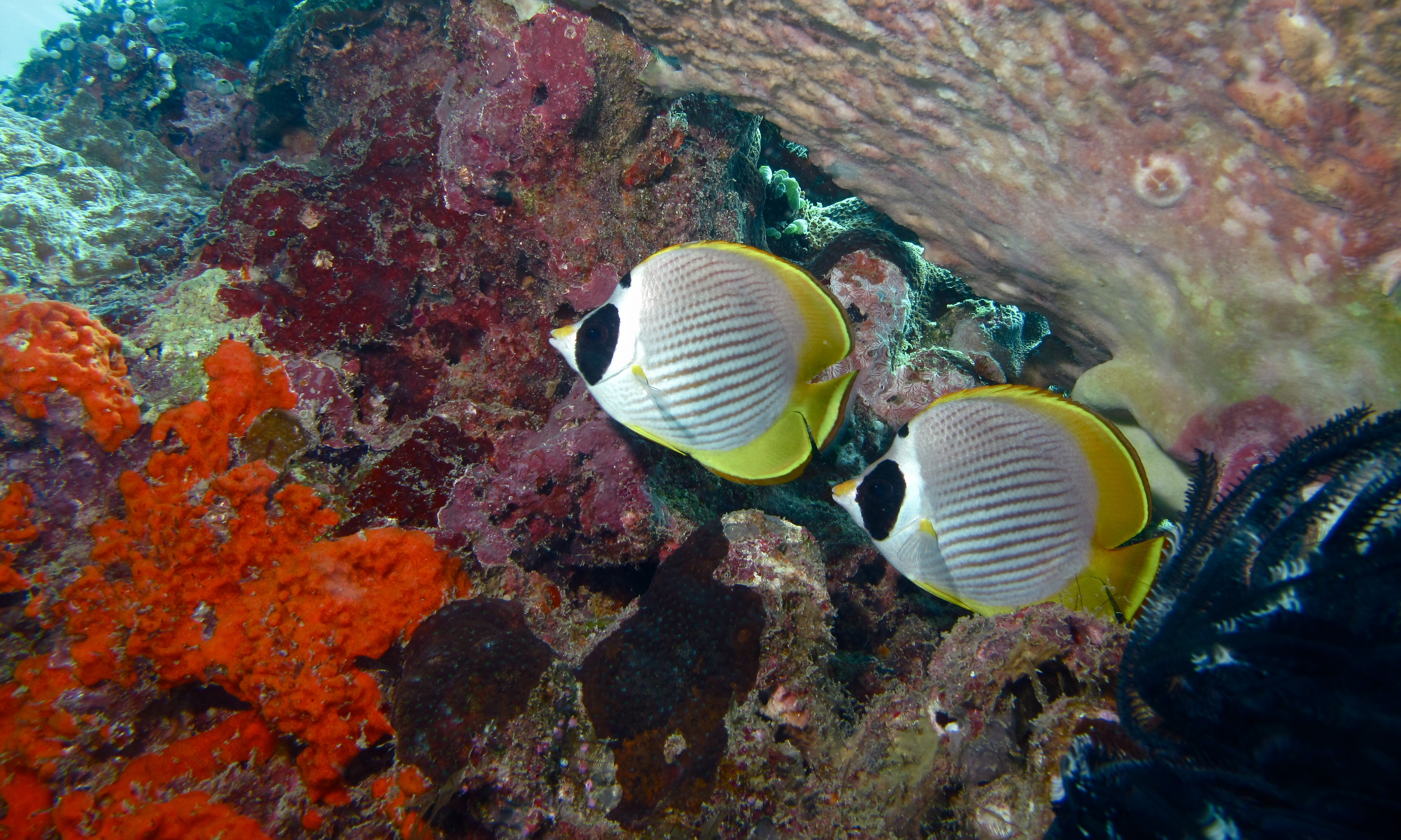
Một cặp C. adiergastos

C. adiergastos có chiều dài cơ thể lớn nhất được ghi nhận là 20 cm. Cơ thể có màu trắng với các sọc chéo màu nâu nhạt ở hai bên thân. Một vệt đen lớn bao quanh mắt; trán cũng có một vệt đen nhỏ hơn. Vây lưng, vây đuôi và vây hậu môn có màu vàng với dải viền ngoài màu nâu. Vây bụng màu vàng tươi. Có đốm vàng ở gốc vây ngực; vây ngực trong suốt. Trên mõm cũng có một đốm vàng.
Số gai ở vây lưng: 12; Số tia vây ở vây lưng: 23–26; Số gai ở vây hậu môn: 3; Số tia vây ở vây hậu môn: 18–21; Số gai ở vây bụng: 1; Số tia vây ở vây bụng: 5.

## Sinh thái học
C. adiergastos là loài ăn tạp, thức ăn của chúng bao gồm cua nhỏ, giun nhiều tơ và một số loài thủy sinh không xương sống. Loài này cũng ăn cả san hô nhưng không hoàn toàn phụ thuộc vào nguồn thức ăn này.
C. adiergastos có thể bơi theo cặp hoặc hợp thành những nhóm nhỏ.

## Phân loại học
C. adiergastos hợp thành một nhóm chị em với Chaetodon collare, Chaetodon fasciatus, Chaetodon flavirostris và Chaetodon lunula dựa trên kết quả phân tích phát sinh chủng loại phân tử, đều nằm trong phân chi Rabdophorus.
C. adiergastos có thể kết đôi khác loài với C. collare, một điều đã được quan sát trong tự nhiên.

## Thương mại
C. adiergastos hầu như không được xuất khẩu trong ngành thương mại cá cảnh.